# Iglesia católica greco-ucraniana ortodoxa

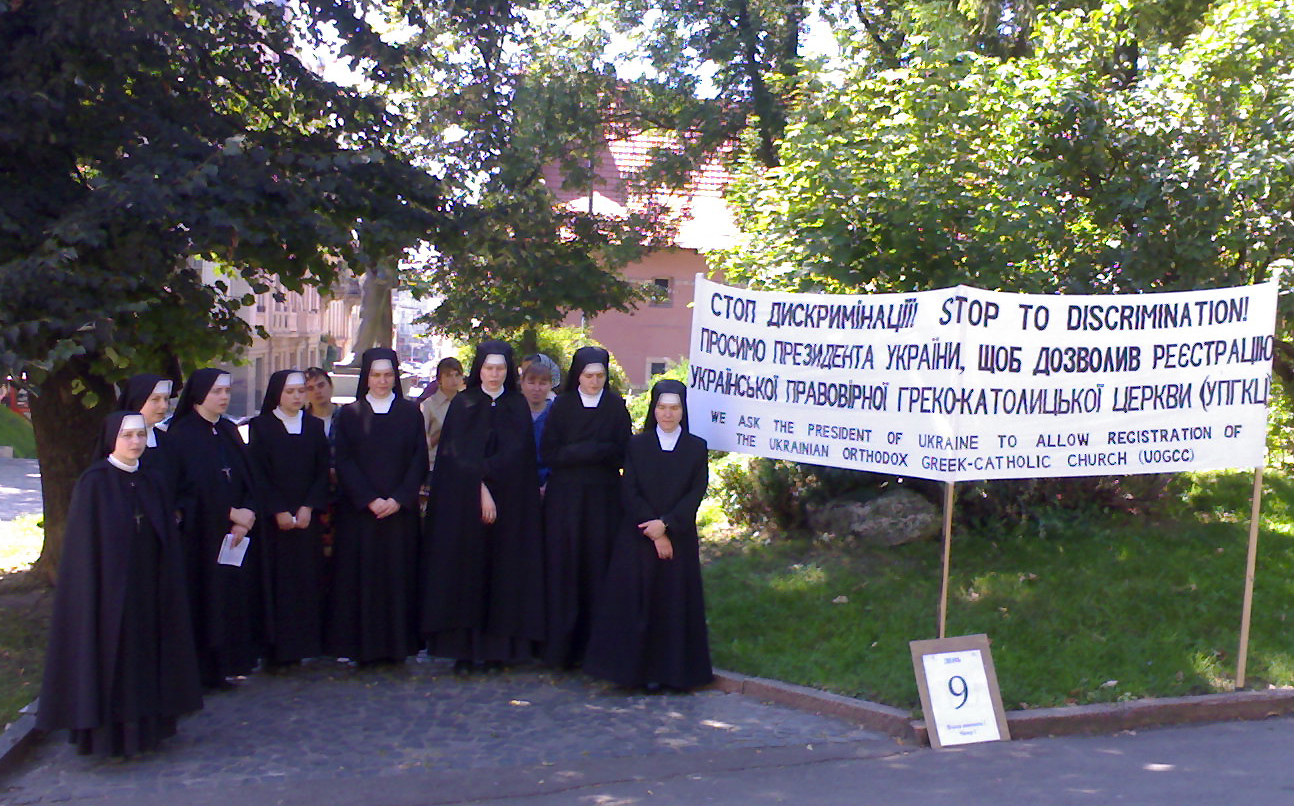
Monjas de la Iglesia greco-católica ortodoxa ucraniana exigen el registro oficial de su iglesia.

La Iglesia católica greco-ucraniana ortodoxa es un movimiento religioso católico sedevacantista basado libremente en el cristianismo oriental y establecido en 2009 con sede en Pidhirtsi, Ucrania. Sus siete obispos fundadores eran anteriormente sacerdotes de la Iglesia greco-católica ucraniana y miembros de la Orden de San Basilio el Grande, de la cual se separaron por razones doctrinales, declarando como Herejes y por lo tanto excomulgados tanto el Papa Juan Pablo II y el Papa Benedicto XVI, de modo que actualmente consideran a la Santa Sede como vacante.